# Bistum Paracatu

Regional CNBB Leste 2.

Das Bistum Paracatu (lateinisch Dioecesis Paracatuensis, portugiesisch Diocese de Paracatu) ist eine in Brasilien gelegene römisch-katholische Diözese mit Sitz in Paracatu im Bundesstaat Minas Gerais. Es umfasst den nordwestlichen Teil des Bundesstaates.

## Geschichte
Papst Pius XI. gründete die Territorialprälatur Paracatu am 1. März 1929 mit der Apostolischen Konstitution Pro munere sibi divinitus aus Gebietsabtretungen der Bistümer Montes Claros und Uberaba und wurde dem Erzbistum Diamantina als Suffraganbistum unterstellt. Einen Teil seines Territoriums verlor es zugunsten der Errichtung des
Bistums Januária.
Mit der Bulle Navis gubernationis wurde sie am 14. April 1962 zum Bistum erhoben und wurde Teil der Kirchenprovinz des Erzbistums Uberaba. Am wurde es am 11. Oktober 1966 Teil der Kirchenprovinz des Erzbistums Brasília und am 25. April 2001 des Erzbistums Montes Claros.

## Ordinarien

### Prälat von Paracatu
- Eliseu van de Weijer OCarm (1940–1962)

### Bischöfe von Paracatu
- Raimundo Lui OCarm (1962–1977)
- José Cardoso Sobrinho OCarm (1979–1985), dann Erzbischof von Olinda e Recife
- Leonardo de Miranda Pereira (1986–2012)
- Jorge Alves Bezerra SSS (seit 2012)